# Вино от глухарчета
„Вино от глухарчета“ е полубиографичен роман от 1957 на Рей Бредбъри, чието действие се развива през лятото на 1928 в измисления град Грийн Таун (зелен град), Илинойс – псевдоним на дома от детството на Брадбъри в Waukegan, Илинойс.
Заглавието се отнася до виното, направено от листа на глухарчета и други съставки, често цитрусови плодове. В историята, виното от глухарчета, направено от дядото на главния герой, служи като метафора за опаковане на всяка една от радостите на лятото в една бутилка.
Главният герой на историята е Дъглас Споулдинг, 12-годишно момче приличащо донякъде на младия Бредбъри. По-голямата част от книгата е фокусирана върху ежедневието в малък град на Америка, и простите радости на изминалата година.

## Предистория и произход
Както пише Бредбъри в есето от 1974 г. „Just This Side of Byzantium“, използвано като въведение към книгата, „Вино от глухарчета“ е пресъздаване на момчешкото детство, преплитайки действителните преживявания на Брадбъри и неговото уникално въображение.
„Сбогом лято“, официалното продължение на „Вино от глухарчета“, е публикуван през октомври 2006 година. Докато „Сбогом лято“ е пряко продължение на сюжета на „Вино от глухарчета“, „Something Wicked This Way Comes“, един роман с напълно различни герои и сюжет, често се свързва с последния поради техните стилистични и тематични сходства. Заедно трите романи оформят трилогията за Зеления Град. А четвъртият том, „Летен ден, Лятна нощ“, ще да бъде публикуван на 31 октомври 2008 година и ще съдържа двадесет и седем истории за Зеления град, седемнадесет от които никога не са били публикувани дотогава.

## Сюжет
Внимание:  Текстът по-долу разкрива сюжета на произведението (или части от него)!
Вино от глухарчета е поредица от кратки истории с Дъглас и неговото семейство като повтарящи се герои. Много от главите са били първоначално публикувани като отделни разкази, най-ранният от които е „Нощта“ (1946), а останалите се появяват между 1950 г. и 1957 г. Заглавията на главите, които започват съществуването си като кратки разкази, са посочени в скобите по-долу.
Глава 1 – Дъглас се събужда рано през първия летен ден и извършва последователност на действия, които съвпадат с просветляването на небето и събуждането на жителите на града. Той извършва това по начин, който загатва за магия, като по този начин поставя основата на романа като колекция от житейски случки с привкус на фантазия.
Глава 2 (Просветление) – Дъглас отива с десетгодишния си брат Том и баща им да берат лисиче грозде. Докато Том и баща му се държат сякаш това е най-обикновен ден, то Дъглас усеща необяснимо присъствие около тях. Когато Том приятелски се сборичква с него Дъглас осъзнава какво е: откровението, че е жив. Той намира чувството за славно и освобождаващо.
Глава 3 (Вино от глухарчета) – Виното от глухарчета представлява метафора на лятото, бутилирано за зимния сезон на боледуване и зъзнене. По думите на Дъглас: „Вино от глухарчета. Самите думи ухаеха на лято. Виното беше лято, хванато и запушено с тапа.“
Глави 4 – 5 (Лято във въздуха) – Дъглас открива, че краката му няма да се движат толкова бързо колкото тези на другите момчета, защото гуменките му са износени. Той остава запленен от един чифт чисто нови „Лекокрили Пружинени Обувки за Тенис“ на витрината на обущарския магазин и размишлява как нуждата от „магически“ чифт гуменки за тичане по зелената трева е нещо, което само момчетата могат да разберат когато баща му оспорва необходимостта от закупуването им. Местния продавач на обувки, господин Сандерсън отначало не е склонен да продаде обувките на Дъглас, особено след като разбира, че Дъглас няма достатъчно пари, за да ги плати. Дъглас обаче успява да го убеди да пробва един чифт от собствените си гуменки, което припомня на господин Сандерсън времето когато той е бил дете и е тичал като антилопите и газелите. Той се съгласява да даде на Дъглас гуменките в замяна на извършена в магазина работа, с която да плати сметката. Историята свършва с бързащия в далечината Дъглас и господин Сандерсън прибиращ неговите стари гуменки.
Глава 6 -
Дъглас показва на Том тефтерче, което използва за да записва в него лятото, под два раздела, озаглавени „Обреди и навици“ и „открития и откровения“. Съдържанието е каквото може да се очаква от дете, включвайки „откровението“, че децата и възрастните враждуват, „защото са от две различни раси и те никога не ще се срещнат“. Том предлага свое собствено откровение – нощта е създадена от „сенките изпълзяващи изпод петте милиарда дървета“.
Глава 7 -
Още един летен ритуал бива извършен с поставянето на висящата люлка на верандата – място за разговори по цяла нощ. Дъглас коментира как седенето на висящата люлка е някак „правилно“, защото човек винаги се чувства успокоен от монотонните, непрестанни гласове на възрастните. В унисон с тази атмосфера с привкус на фантазия на романа, главата плавно се движи от реалистично начало, в което семейството окачва люлката, към завършек, почти наподобяващ сън, в който гласовете на възрастните са персонифицирани като отпътуващи в бъдещето.